# Geesinkorchis quadricarinata
Geesinkorchis quadricarinata là một loài thực vật có hoa trong họ Lan. Loài này được Shih C.Hsu, Gravend. & de Vogel mô tả khoa học đầu tiên năm 2005.